# Iglesia episcopal de Cristo (Providence)
La iglesia episcopal de Cristo fue una iglesia episcopal histórica en el número 909 de la calle Eddy de la ciudad Providence, la capital del estado de Rhode Island (Estados Unidos).

## Descripción
La iglesia neogótica fue construida en 1888 por William R. Walker & Son y se agregó al Registro Nacional de Lugares Históricos en 1976.
La iglesia permaneció vacía durante varios años después de cerrarse en 1981 y comenzó a deteriorarse, lo que le valió un lugar en la lista anual de las 10 propiedades más amenazadas de Providence Preservation Society en 1999 y nuevamente en 2003. El edificio fue demolido en enero de 2006.